# Trichopsychoda insulicola
Trichopsychoda insulicola är en tvåvingeart som först beskrevs av Quate 1954.  Trichopsychoda insulicola ingår i släktet Trichopsychoda och familjen fjärilsmyggor. Inga underarter finns listade i Catalogue of Life.